# Polska służba uzbrojenia w wojnie polsko-bolszewickiej
Polska służba uzbrojenia w wojnie polsko-bolszewickiej – organizacja i działania służby uzbrojenia w okresie wojny polsko-bolszewickiej.
Służba uzbrojenia w okresie wojny polsko-bolszewickiej zapewniała zaopatrzenie zarówno wojsk operacyjnych, jak i tyłowych w broń i amunicję. Na szczeblu armii znajdował się park uzbrojenia armii, kompanie parkowe, a także warsztaty uzbrojenia o numerze takim samym jak macierzysta armia. Dysponowano także specjalnymi pociągami amunicyjnymi. W związku taktycznym znajdowały się parki uzbrojenia oraz warsztaty uzbrojenia. W oddziałach i pododdziałach nie było przedstawicieli tej służby. Uzbrojenie i amunicja dostarczane były do oddziałów przez czołówki wystawiane przez parki uzbrojenia dywizji.

## Organy naczelne służby uzbrojenia
W ramach Departamentu Techniczno-Artyleryjskiego Ministerstwa Spraw Wojskowych, w grudniu 1918 utworzono Sekcję Zaopatrywań kierowaną przez płk. Władysława Ostromęckiego. Posiadała ona wydziały: broni ręcznej i pocisków, ładunków, naboi oraz chemiczny. W tym samym czasie powstała też Sekcja Broni, na czele z ppłk. Eugeniuszem Mireckim i z wydziałami: armat, broni ręcznej, broni białej i przyrządów pomocniczych oraz wozów specjalnych. Kolejna sekcja to Sekcja Amunicji z ppłk. Ottokarem Brzeziną i wydziałami: pocisków i naboi armatnich, ładunków i naboi do broni ręcznej oraz min i bomb ręcznych. Zadaniem tych komórek było dostarczanie armii uzbrojenia, amunicji i innego wyposażenia. Przy Departamencie Artylerii powstał także Wydział Statystyczny zajmujący się ewidencją uzbrojenia i amunicji oraz nadzorem nad ich konserwacją. W lutym 1920 nastąpiła reorganizacja MSWojsk. Wówczas powstał między innymi Departament Uzbrojenia kierowany przez gen. Antoniego Kaczyńskiego z sekcjami: zaopatrzenia ppłk. Bronisława Żuka, broni ppłk. Eugeniusza Mireckiego i amunicyjnej ppłk. Brzeziny. Departament współpracował z Oddziałem IV Zaopatrzenia i Komunikacji sztabu MSWojsk. ppłk. Franciszka Fabrego i Oddziałem I Operacyjno-Mobilizacyjnym płk. Rudolfa Pricha.

### Struktura departamentu
Struktura departamentu w latach 1918–1920
|        | Departament Techn-Artyleryjski listopad 1918 | Departament Artyleryjski marzec 1919 | Departament V Uzbrojenia luty 1920 |
| ------ | -------------------------------------------- | ------------------------------------ | ---------------------------------- |
| Sekcje | Ogólna (kancelaria)                          | Ogólna (kancelaria)                  | Organizacyjno-inspekcyjna          |
| Sekcje | Zaopatrzenia                                 | Zaopatrzenia                         | Zaopatrzenia                       |
| Sekcje | Broni                                        | Broni                                | Broni                              |
| Sekcje | Amunicji                                     | Amunicji                             | Amunicji                           |
| Sekcje |                                              | Naukowo- Doświadczalna               | Chemiczna                          |
|        |                                              |                                      | Inspekcja odbiorcza                |
|        |                                              |                                      | Wydział surowców                   |
|        |                                              |                                      | Biuro techniczne                   |

## Służba uzbrojenia w strukturach polowych
Wraz z powstaniem Sztabu Generalnego Wojska Polskiego w jego składzie znalazł się Oddział IV Techniczny zajmujący się sprawami uzbrojenia oraz technicznego zapatrzenia. W marcu 1919, po reorganizacji naczelnych władz wojskowych i utworzeniu Sztabu Generalnego Naczelnego Dowództwa WP, sprawy uzbrojenia wojsk operacyjnych znalazły się w gestii Oddziału IV „Główne Kwatermistrzostwo”. Od grudnia 1919 był to Oddział IV Materiałowy podległy II zastępcy, Głównemu Kwatermistrzowi. W strukturach kwatermistrzostwa frontu znajdowała się Sekcja Uzbrojenia, zaś w sztabie armii w jego Oddziale IV także Sekcja Uzbrojenia.
Oddziały służby uzbrojenia
Na szczeblu ND WP występował rezerwowy Park Uzbrojenia Armii, kompanie parkowe oraz Warsztaty Uzbrojenia Armii, a na szczeblu frontu (armii) znajdowały się parki uzbrojenia oraz kompanie parkowe i warsztaty uzbrojenia o numerze jak macierzysta armia. W dywizjach piechoty i brygadach jazdy znajdowały się parki uzbrojenia dywizji (brygady) oraz warsztaty uzbrojenia. Niektóre dywizje piechoty dysponowały etatowymi pociągami amunicyjnymi. W oddziałach i pododdziałach nie było etatowych przedstawicieli tej służby. Uzbrojenie i amunicja dostarczane były do oddziałów przez czołówki wystawiane przez dywizyjne parki uzbrojenia.